# Copelatus iguelaensis
Copelatus iguelaensis es una especie de escarabajo buceador del género Copelatus, de la subfamilia Copelatinae, en la familia Dytiscidae. Fue descrito por Bilardo & Rocchi en 2002.